# Station Kii-Nagata
 Station Kii-Nagata (紀伊長田駅, Kii-Nagata-eki) is een spoorwegstation in de Japanse stad Kinokawa. Het wordt aangedaan door de Wakayama-lijn. Het station heeft één spoor, gelegen aan een enkel zijperron.

## Treindienst

### JR West
| 1 | ■ Wakayama-lijn | richting Wakayama, Kokawa en Hashimoto |

## Geschiedenis
Het station werd in 1900 geopend als de stopplaats Nagata en werd in 1938 een volwaardig station. Tussen 1941 en 1952 was het station gesloten.   

## Stationsomgeving
- 7-Eleven

(Yamatoji-lijn<<) Ōji · Hatakeda · Shizumi · Kashiba · JR Goidō · Takada · (>>Sakurai-lijn) · Yamato-Shinjō · Gose · Tamade · Wakigami · Yoshinoguchi · Kitauchi · Gojō · Yamato-Futami · Suda · Shimohyōgo · Hashimoto · Kii-Yamada · Kōyaguchi · Nakaiburi · Myōji · Ōtani · Kaseda · Nishi-Kaseda · Nate · Kokawa · Kii-Nagata · Uchita · Shimoisaka · Iwade · Funato · Kii-Ogura · Hoshiya · Senda · Tainose · Wakayama